# Carlos Rivadeneira Cruz

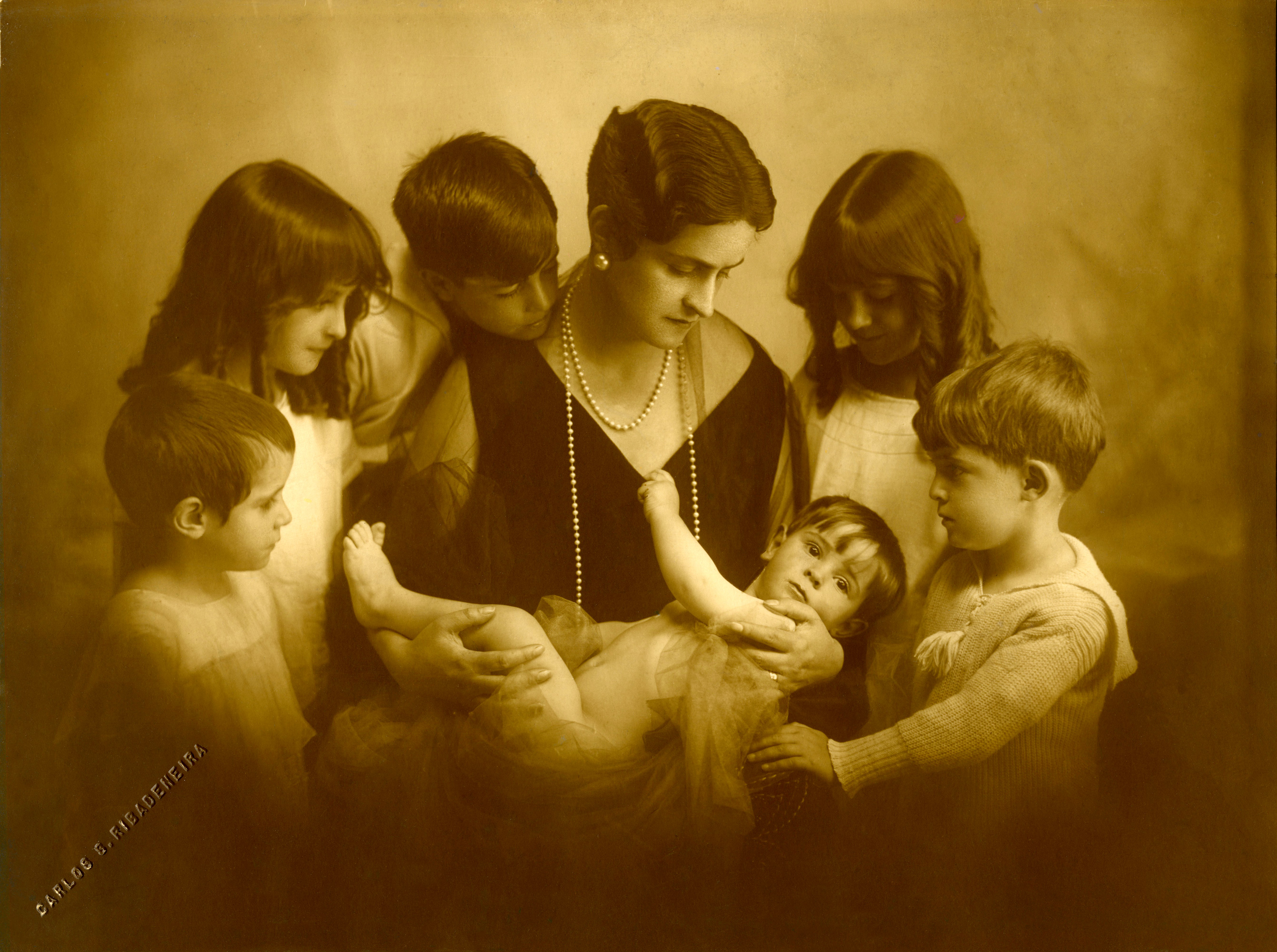
Escritora ecuatoriana Hipatia Cárdenas con sus hijos. Diploma d’Merito en la I Biennale Internazionale D’Arte Fotografica - Italia. 1933

Carlos Rivadeneira Cruz (Quito, Ecuador, 1895 - ibídem, 1976) fue un fotógrafo ecuatoriano.

## Reseña biográfica
Carlos Rivadeneira nació en 1895 en la ciudad de Quito, Ecuador. Era el hijo más joven de Benjamín Rivadeneira Guerra, uno de los pioneros de la fotografía en Ecuador durante el siglo XIX. Desde una edad temprana, trabajó junto a su padre, iniciando su aprendizaje en la técnica fotográfica. A los 17 años, ya dominaba todas las fases del proceso fotográfico, desde la preparación de las placas de vidrio para los negativos hasta el retoque final de las imágenes.
A los 22 años, viajó a Nueva York para completar su formación en Underwood & Underwood, una de las principales empresas fotográficas del mundo en ese entonces. Allí perfeccionó su técnica en retratos y retoque, buscando lograr que la piel de sus sujetos pareciera de porcelana mediante el uso adecuado de la luz. Su destreza fue rápidamente reconocida, asignándolo a la sección de mujeres debido a su habilidad para capturar fotografías de delicada belleza.
Al regresar a Quito, Ricardo retomó el trabajo con su padre y fundó la empresa fotográfica "Benjamín Rivadeneira e hijos", en la que también participaban sus hermanos. Más tarde, estableció su propio estudio en el Chalet Aida, un hogar diseñado y construido específicamente para sus necesidades fotográficas. Era común ver a familias enteras esperando para ser fotografiadas, especialmente en eventos religiosos.
Además de su trabajo comercial, Ricardo tenía un interés especial en capturar la vida cotidiana de la ciudad y sus habitantes. Registró imágenes de espacios públicos, hogares, escenas de trabajo y eventos sociales. En su madurez, se interesó por la filosofía oriental, profundizando en el budismo y la meditación trascendental.
Ricardo Rivadeneira tuvo cinco hijos: dos mujeres y tres hombres. Uno de ellos, Oswaldo Rivadeneira Salas, estudió en la Escuela de Bellas Artes y se dedicó a la pintura y el grabado, llegando a ser profesor y director de la facultad de Artes de la Universidad Central del Ecuador.
Falleció a los 81 años de un infarto cardiaco, aún activo en su taller fotográfico.

## Obra
Son difundidas en el Ecuador sus fotografías sobre la ciudad de Quito, en especial la titulada Los aguateros en la que se observa el trabajo de los proveedores de agua quienes la recogían en tinajas de barro y la transportaban desde la fuente de la plaza San Francisco hasta las distintas casas del centro de la ciudad.
Retrató a artistas, políticos, diplomáticos, religiosos y todo tipo de personas. La mayor parte en el estudio pero también en sus puestos de trabajo. Sus fotografías de los campesinos e indígenas son parte del patrimonio cultural ecuatoriano y representan la tendencia costumbrista.
Su especialidad en el retrato se manifiesta en la finura de las imágenes y en la concepción de los grupos familiares con un adecuado uso de la luz. Precisamente con una foto de un grupo de madre e hijos participó en 1933 en la I Biennale Internazionale D’Arte Fotografica en Roma-Italia donde obtuvo un premio. 
Sus retratos fueron publicados en la sección “Mundo Social” del diario El Comercio de Quito.
El objetivo mayor de su vida fue cambiar el concepto utilitario de la fotografía y posicionarla dentro de las artes. En 1892 cuando su padre, Benjamín Rivadeneira obtuvo la medalla de  oro en la Primera exposición nacional de las Artes e Industrias la fotografía todavía estaba incluida dentro de las “Artes mecánicas, manufacturas e industrias” y junto a ella estaban la Caligrafía, Taquigrafía, Tipografía, Grabados, Maquinaria y la Mecánica automática musical. Para lograr este cambio se relacionó con pintores como  Antonio Salguero Salas, retratista clásico, tío de su esposa, profesor de la Escuela de Bellas Artes de Quito y miembro de una dinastía de artistas que se inicia en 1780 con Antonio Salas Avilés y tiene varios exponentes como Brígida Salas. 
Mantuvo también contacto con el pintor Víctor Mideros con quien intercambiaba fotos por pinturas y de quien recibió influencias del pensamiento rosacruz. Otros de sus apoyos fueron los pintores Carlos Rodríguez Torres (Quito 1913-2002) quien le dibujó un retrato y Camilo Egas uno de los artistas más importantes de su generación, de quien se conservan varias fotos
Esta relación con artistas y también intelectuales como Isaac J. Barrera (1884-1970) y Benjamín Carrión Mora no era accidental  sino parte de su proyecto de crear grupos de opinión para alcanzar la categoría de arte en el sentir nacional.
Fue incansable en este empeño lo que le llevó a realizar más de 30 exposiciones en distintos sitios: museos, salas de exposición y locales sociales. También participó en varias exposiciones nacionales tanto en el papel de invitado como en calidad de miembro del jurado. Es importante su papel en el posicionamiento de la fotografía como arte en el Ecuador en la primera mitad del siglo XX.
Algunas colecciones de sus fotos se conservan en la Universidad Politécnica Salesiana de Quito, en la Universidad Andina Simón Bolívar y en el Banco Central del Ecuador. Han sido utilizadas para investigaciones sociológicas y urbanísticas
Su extensa obra se manifiesta en un legado de 22.000 fotos que se conservan técnicamente digitalizadas en la actualidad.

## Distinciones

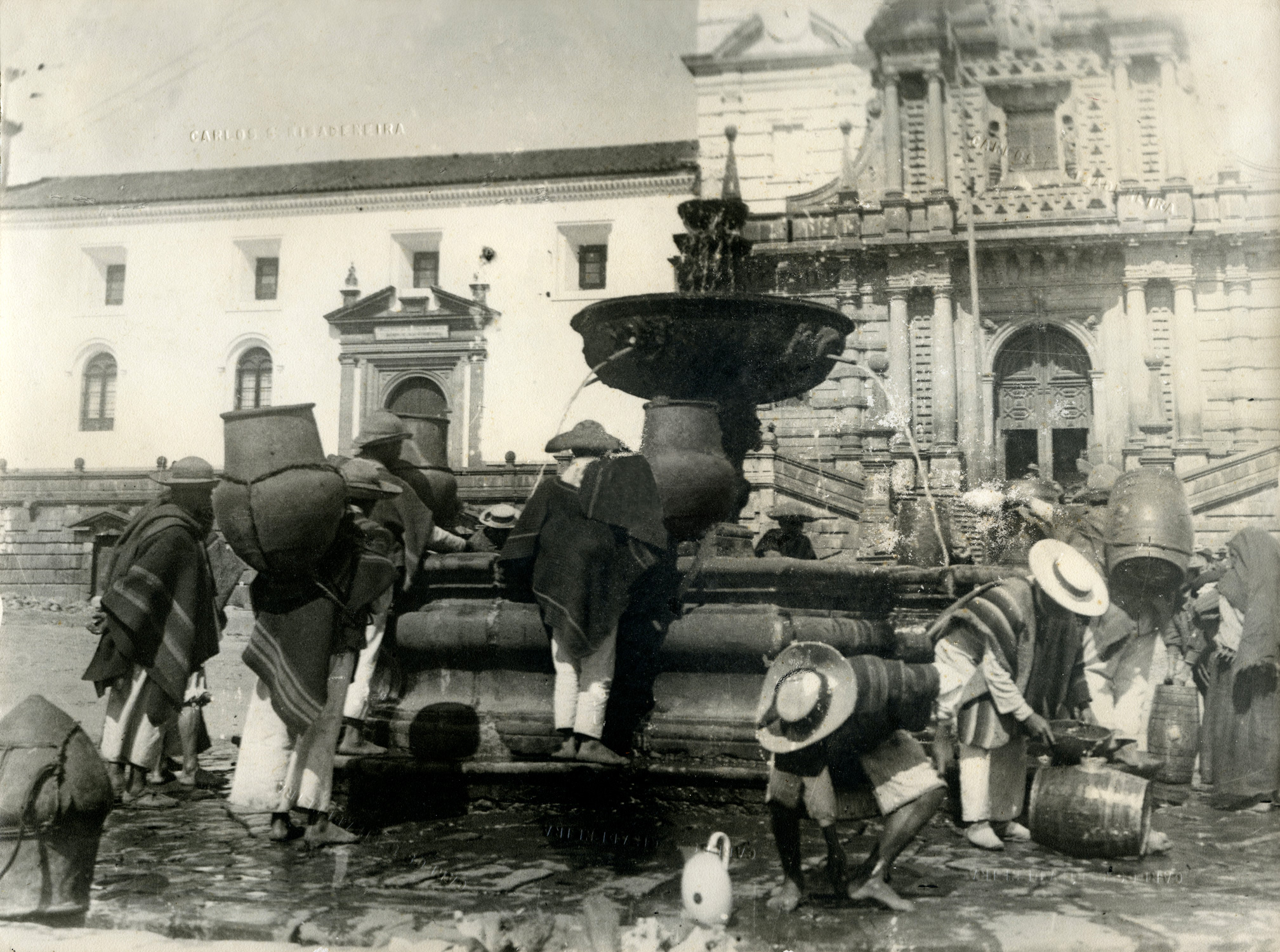
Indígenas recolectando agua en la plaza de San Francisco de Quito para distribuir en la ciudad a principios del siglo XX

- 1922: Diploma de Primera y medalla en la Exposición Nacional de Artes e Industrias, en conmemoración del primer centenario de la Batalla del Pichincha.

- 1933: Diploma d’Merito en la I Biennale Internazionale D’Arte Fotografica - Italia.

- 1934: Premio Mariano Aguilera en el salón de Artes de Quito